# Buch Wien

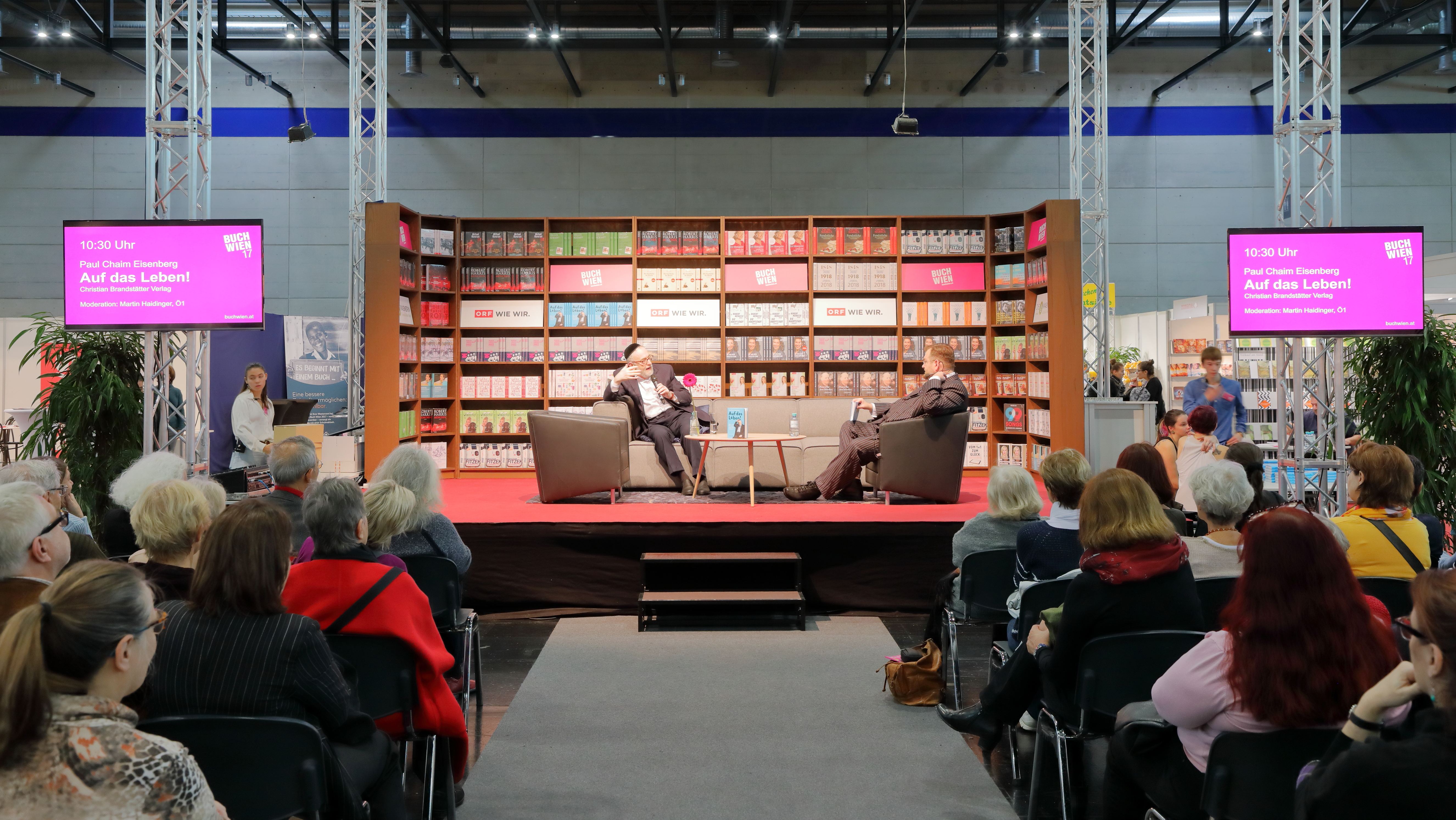
Buch Wien 17: ORF stage con el rabino principal Paul Chaim Eisenberg y el moderador Martin Haidinger

BUCH WIEN es una feria del libro internacional de cuatro días de duración en Viena, que tiene lugar anualmente en noviembre en los terrenos de la Messe Wien en el Hall D. Un total de alrededor de 400 eventos se llevarán a cabo como parte de "Buch Wien". Desde 2014, BUCH WIEN arranca con la "Larga Noche de los Libros" la noche anterior a la feria.

## Generalidades
Lecturas, sesiones de autógrafos, debates y nuevas publicaciones de todos los géneros -ficción y crimen, cocina y no ficción, literatura mundial- son parte del programa. El programa infantil y juvenil incluye talleres, lecturas y charlas sobre diversos temas como la historieta, los medios clásicos y las redes sociales y la producción periodística. El organizador de la feria es Literatur- und Contentmarketing Ges.m.b.H., propiedad de la Asociación principal del comercio de libros de Austria (HVB).
Con la introducción de la Feria del Libro 2008, también está la recién creada Semana del Festival de la Lectura, que cuenta con el apoyo de la Ciudad de Viena y el Ministerio Federal de Educación. Como parte de esta Semana del Festival de la Lectura, se llevan a cabo lecturas, charlas con autores, firmas de libros y eventos de debate en varios lugares de Viena.

## Historia y Estadísticas
Buch Wien existe en su forma actual desde 2008 y reemplazó a la Semana del Libro, que se celebraba en el Ayuntamiento de Viena desde 1948 con entrada gratuita. BUCH WIEN tiene una duración de cuatro días y se puede visitar con una entrada válida.
La primera feria comercial fue inaugurada por el presidente federal Heinz Fischer y tuvo alrededor de 21.600 visitantes y, por lo tanto, solo alrededor de un tercio de los visitantes en comparación con el evento anterior en el ayuntamiento. Hubo 271 expositores de 14 países, que presentaron alrededor de 500 editoriales y 6 escenarios. Junto con la Semana del Festival de la Lectura, 31 100 personas interesadas en la literatura se movilizaba a su voluntad. En la segunda feria de 2009 hubo 228 expositores de once países con 25.042 visitantes. Junto con la Semana del Festival de la Lectura hubo 34.500 visitantes.
En 2011, el escritor y crítico literario Günter Kaindlstorfer asumió la dirección del programa de BUCH WIEN de Gabriele Madeja.
En el aniversario de 10 años en 2017, se estableció un nuevo récord de audiencia con 48.500 visitantes. Hubo un total de 451 eventos con 381 autores y 350 expositores de 20 países, que dispusieron de 8.000 metros cuadrados de espacio de exposición.
En 2018, la superficie de exposición se amplió a 11.000 m². Hubo 51.000 visitantes, el número de expositores fue de 370 y se organizaron más de 400 eventos.
La duodécima feria del libro en 2019 contó con 55.000 visitantes, lo que a su vez estableció un nuevo récord. El área se amplió en 1.000 m² a 12.000 m². Un total de 385 expositores de 25 países presentaron sus editoriales e instituciones. 575 autores y colaboradores participaron en más de 500 eventos durante cinco días en la feria y en 35 ubicaciones en Viena.
En 2020, el evento se canceló debido a la pandemia de COVID-19.
En 2021, la feria del libro se desarrolló en condiciones de pandemia y contó con 41.000 visitantes. El área fue de 12.150m² en los que se presentaron los expositores. 513 autores y colaboradores participaron en más de 400 eventos durante cinco días en la feria y en 23 ubicaciones en Viena.

## La Larga Noche de los Libros
En 2014 tuvo lugar la primera Noche Larga de los Libros, que desde entonces ha abierto Buch Wien. El miércoles por la noche, la sala de exposiciones abre sus puertas e invita a los lectores a una serie de eventos emocionantes y entretenidos, que incluyen un concierto, numerosas lecturas y firmas de libros y un concurso público. El discurso de apertura es un punto culminante y se considera el comienzo de la feria del libro.

## Orador de apertura desde 2008
- Herfried Munkler (2022)
- Isolda Charim (2021)
- Armin Thurnher (2019)
- Svenja Flasspoehler (2018)
- Karl-Markus Gauss (2017)
- Terezia Mora (2016)
- Adolf Muschg (2015)
- Yuri Andrukhovych (2014)
- Sibylle Lewitscharoff (2013)
- Carl Djerassi (2012)
- Petros Markaris (2011)
- Christian Ankowitsch (2010)
- Eva Menasse (2009)
- Ilija Trojanow (2008)